# David Tayorault
David Edson Tayorault  est un musicien, chanteur, arrngeur et acteur né en 1966 à Divo en Côte d'Ivoire.

## Biographie
Né en 1966 à Divo dans la région du Lôh-Djiboua, au centre ouest de la Côte d'Ivoire, connu de son nom d'artiste David Tayorault (Ted) ou encore Totorino le Samouraï, musicien , chanteur , arrangeur et acteur.  est une figure amblématique de la musique ivoirienne et Africaine.

## Carrière musicale

### L'ère Woya
Tout commence en 1984 à Divo en République de Côte d’Ivoire, avec ses amis Marcelin Yacé, Marino, Manou Gallo, César Anot, Billy Syncop, Tiane et Tipo, sous la houlette du producteur François Konian et à l’initiative du maire de Divo, ils créent le groupe Les Woya, groupe ivoirien des années 1980. Un succès national et africain, de nombreux tubes comme Kakou anaze, et de nombreuses scènes comme le stade de Ouagadougou au FESPACO en 1987. Le jeune David, 16 ans, est lead vocal au sein du groupe. Il est connu par les fans de l’époque comme l’enfant du casque colonial surement pour sa tenue de scène.

### Carrière solo
Par le succès des Woya, l’expérience et la formation acquise au sein du groupe, David Tayorault se lance dans une carrière solo après la dissolution des Woya en 1988. Il sortira 8 albums.
David Tayorault allie le vocal et l’instrumentation le plus allègrement possible, est un mélange de diverses sonorités colorées. Une explosion de rythmes et de mélodies. Un savant mélange[non neutre] de musiques africaines, caribéenne, occidentales et sud-américaine.
Une musique influencée par les chants et sonorités traditionnels africains, le jazz, le blues, le gospel, le zouk, la soul, etc.

### Arrangeur, producteur et compositeur

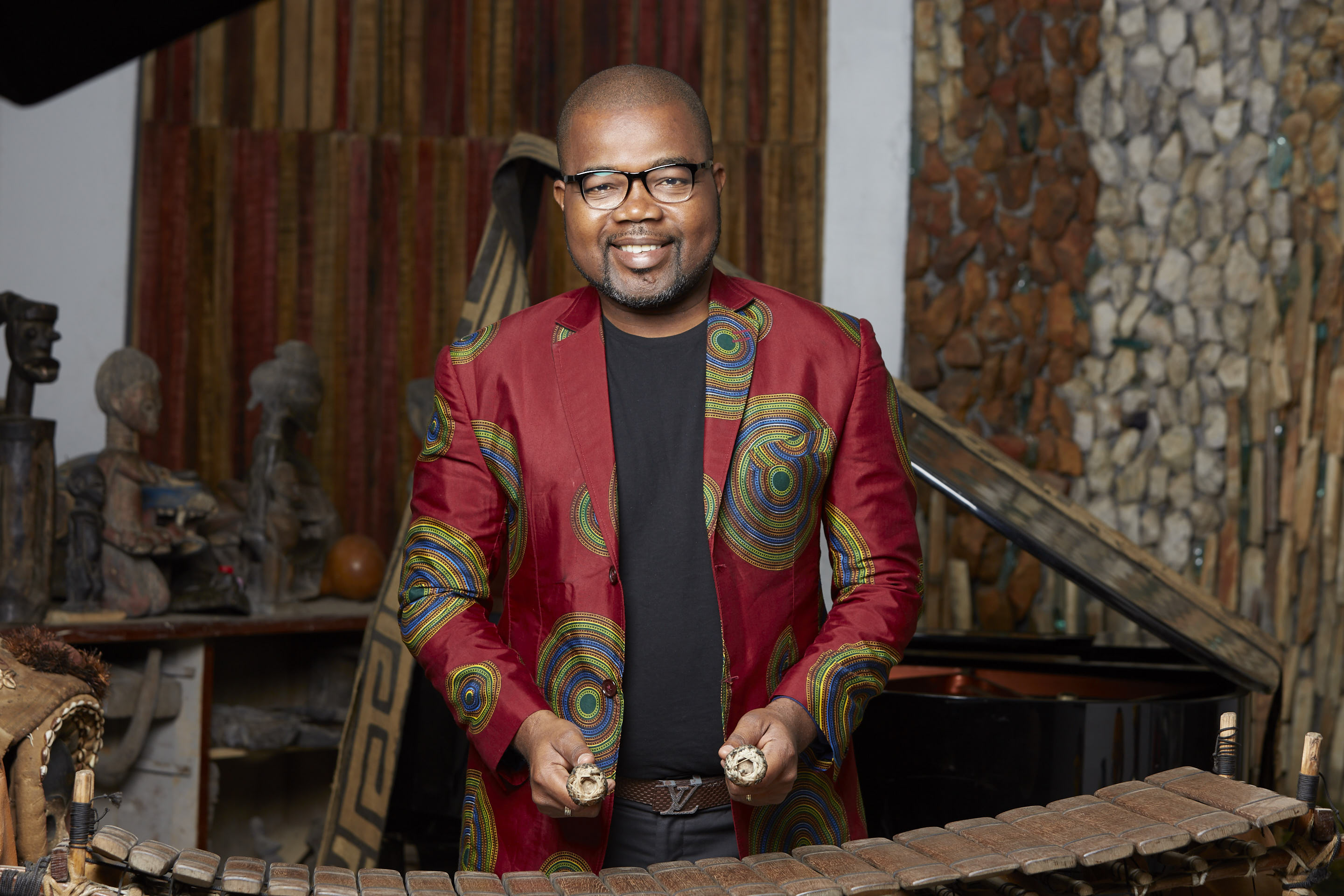
David Tayorault

Totorino le Samouraï est aussi producteur, compositeur et arrangeur. Il est à l'origine du succès[réf. souhaitée] de nombreux artistes ivoiriens, africains et mondiaux.
Au niveau des artistes Zouglou, plusieurs groupes tels que les Poussins Chocs qui se sont mués en Yodé et Siro, Aboutou Roots, Les Youlés, Magic System, Les Patrons, Les Mercenaires, Atito Kpata, Yabongo Lova, qui est le tout dernier.
En coupé-décalé, le grand Douk Saga, DJ Arafat, DJ Jeff, Boulevard DJ, Shanaka Yakuza, Tata Keny, Konty DJ, DJ TV3, DJ Lewis avec « Grippe aviaire ».
Au niveau des anciens de la musique ivoirienne il a travaillé avec Chantal Taïba, Gadji Celi ; Aklane David a revisité le répertoire du rossignol de la musique ivoirienne Bailly Spinto.
Sur le plan international, on lui doit l'arrangement de Premier Gaou du groupe Magic System. Il  a signé deux tubes pour le collectif de rappeurs Bisso Na Bisso. Il également fait le titre C'est dans la joie du rappeur franco-malien Mokobé.
Repéré par la star mondiale sénégalaise Youssou N'dour, David réarrange les grands succès de l'enfant de la Médina fatteluku. Récemment[précision nécessaire], il y a Zouglou Makers, Josey.

### Acteur
En 2016, David Tayorault s'est lancé dans une carrière d'acteur de cinéma dans la Série "Les Coups de la vie''  diffusés par la Chaîne ivoirienne A+IVOIR.

## Discographie
- 1991 : Miziki, Hi Tech
- 1993 : Muzicolor, Pathé-Marconi
- 1994 : participe à l’album de jazz Firt Adventure de Don Phil, Interprète les titres « Dadé lè tan » et « lulluby of birdland »
- 1995 : Lobé, Msl Jat Music
- 1997 : Tambours africa, Msl Jat Music
- 1998 : Come back avec Woya, Msl Jat Music
- 2000 : Best of, Msl Jat Music
- 2001 : Bal poussière
- 2001 : La ru zabim, album international, Harmony music
- 2002 : Jardin secret, Cid
- 2004 : Hier aujourd'hui toujours avec Woya, Ted Label
- 2006 : Samouraï Groove